# Rafael Hernández i Mercadal
Rafael Hernàndez i Mercadal (Maó, Menorca, 7 de març de 1779 - Maó, Menorca, 23 de gener de 1857) va ser un metge, botànic i naturalista balear.
Fill de l'apotecari Andreu Hernández i Basilis, després de cursar estudis fins al 1996, s'inicià amb els estudis de farmàcia amb el seu pare i, posteriorment, s'endinsà també en estudis d'història natural, ciència mèdica farmacèutica, química i farmàcia galènica. Després, es traslladà a Toló, assistint a hospitals i a la acadèmia mèdico-quirúrgica i al famós jardí botànic, relacionant-se amb el millors físics del moment. Després es traslladà a Marsella, i d'allà a Montpellier, on acabà els estudis i es doctorà a el 1806.
De tornada a Menorca va exercir la Medicina. El 1807 fou nomenat metge de les Reials presons de Maó. I el 1809 va ser designat metge de cambra de Lluïsa Maria Adelaida de Borbó, duquessa d'Orleans, mare de Lluís Felip I de França. Però, de França també portà la vacuna de la verola, inventada per Edward Jenner, per tal de promoure la vacunació anti-variòlica entre els seus paisans. No era el primer en portar-a a l'illa i segurament n'era conscient. Sis anys abans, en 1800, dos metges anglesos, Marshall i Walker, havien iniciat l'experiment a les tropes britàniques i entre la població infantil. Però, com subratllava Josep Miquel Vidal Hernández a Rafael Hernández: un metge liberal del segle XIX, de forma molt restringida. La difusió i la implantació de la tècnica foren un dels principals objectius de Rafael Hernández. Els seus estudis sobre epidemiologia i la seva experiència amb la vacuna de la verola, els traslladà a l'obra Observaciones históricas sobre el origen y estado actual de la vacuna en Menorca, publicada el 1814, que li va valdre el reconeixement dels millors professors de medicina del moment, i li reportà ser nomenat soci corresponent de les Acadèmia de Medicina i Cirurgia de Marsella i de la Reial Acadèmia de Medicina de Barcelona. Posteriorment, també fou nomenat soci supernumerari de la Reial Acadèmia de Medicina de les Illes Balears. Fou un dels majors impulsors de la Reial Acadèmia de Ciències Naturals de Maó fundada el 1835, sent el primer que ocupà la presidència de la Institució. Durant la seva trajectòria vital va escriure moltes publicacions de caràcter científic.
Bon coneixedor dels avenços en les ciències naturals, sostingué una polèmica, durant els anys 1815 i 1816, amb Joan Ramis i Ramis, de qui criticà, amb tota justícia, el Specimen animalium, vegetabilium et mineralium in insula Minorica frequentiorum. Hernàndez també fou nomenat metge de sanitat militar, i el 1823 fou destinat al Reial Hospital de Maó. El 1825 ajudà Jacques Cambessedes en la seva exploració botànica de les Illes Balears. Deixeble de Eugene Gouan, es va dedicar a l'estudi de la vegetació de Menorca, formant un herbari que, segons declaració pròpia, contenia ja l'any 1816 més de 500 espècies espontànies de l'illa mediterrània. Dit herbari va ser detingudament estudiat per Cambessedes l'any 1825. Anys posteriors, el botànic Joan Joaquim Rodríguez Femenias es lamentava: Ni restes avui dia existeixen d'aquell nombrós herbari, fundat per Andrés Hernández, i augmentat amb tants desvetllaments pel seu fill Rafel. Entre altres obres, escriví Observaciones que pueden servir para formar la historia topográfica fisiomédica bibliográfica de la balear menor, Memoria sobre el ejercicio y enseñanza del arte de curar en España (1838) i Catálogo de las plantas... de Menorca (1886). El seu fill, Andreu Hernández i Guasco (Maó 1817 — ?), també metge, és autor de diversos treballs professionals (Noticia histórica de los amagos de cólera que ha sufrido la ciudad de Mahón, 1854) i de poemes i obres teatrals (Teodorico, Un alojado) en castellà.